# 鶴山区
鶴山区（かくざん-く）は中華人民共和国河南省鶴壁市に位置する市轄区。

## 行政区画
- 街道:中北街道、中山路街道、新華街街道、鶴山街街道、九砿広場街道
- 鎮:鶴壁集鎮
- 郷:姫家山郷